# Zhihong Xia
Zhihong „Jeff“ Xia (* 20. September 1962 in Dongtai, Jiangsu, Volksrepublik China) ist ein chinesisch-US-amerikanischer Mathematiker. Er ist Professor an der Northwestern University.

## Leben

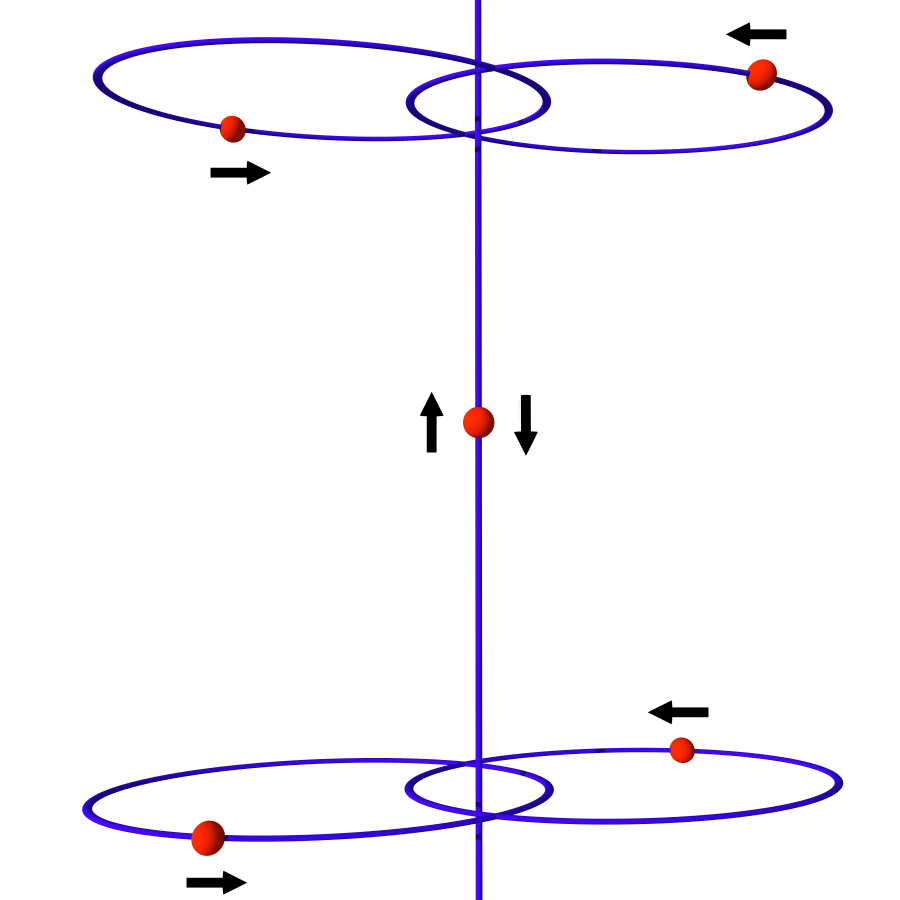
Xia´s Konstruktion beim Beweis der Painlevé-Vermutung

Xia studierte an der Universität Nanjing mit dem Bachelor-Abschluss in Astronomie 1982 und wurde 1988 an der Northwestern University in Mathematik promoviert (The existence of non-collision singularities in Newtonian Systems). 1988 bis 1990 war er Assistant Professor an der Harvard University, danach bis 1994 Associate Professor am Georgia Institute of Technology (und Institute Fellow) und ab 1994 Professor an der Northwestern University.  Seit 2000 ist er dort Arthur & Gladys Pancoe Professor für Mathematik.
Er befasst sich mit Himmelsmechanik und Dynamischen Systemen. Er löste in seiner Dissertation ein altes Problem von Paul Painlevé (Painlevé-Problem), die Existenz von Singularitäten von Nicht-Kollisions-Charakter im N-Körper-Problem im dreidimensionalen Raum, und zwar bewies er die Existenz für {\displaystyle N\geq 5}. Dazu konstruierte er ein Beispiel aus fünf Massen, von denen 4 in zwei Paaren jeweils in exzentrischen elliptischen Orbits um eine Symmetrieachse z um einander kreisen und eine fünfte Masse sich entlang der z-Achse bewegt. Für ausgewählte Anfangsbedingungen kann die fünfte Masse in endlicher Zeit ins Unendliche entkommen (ohne Kollision der Körper untereinander). Der Fall N = 4 ist offen. Für N = 3 hatte Painlevé dagegen bewiesen, dass die Singularitäten (Punkte des Orbits, in denen die Kräfte divergieren und die in endlicher Zeit erreicht werden) vom Kollisions-Typ sein müssen. Sein Beweis ließ sich jedoch nicht auf den Fall {\displaystyle N>3} erweitern.
1993 war er erster Preisträger des Blumenthal Award der American Mathematical Society. 1989 bis 1991 war er Sloan Research Fellow. 1993 bis 1998 hatte er den National Young Investigator Award der National Science Foundation. 1995 erhielt er den Monroe Martin Award in Angewandter Mathematik der University of Maryland.

## Schriften
- The Existence of Noncollision Singularities in Newtonian Systems, Annals of Mathematics, Serie 2, Band 135, 1992, S. 411–468
- mit Donald G. Saari: Off to Infinity in Finite Time, Notices of the AMS, Band 42, 1993, S. 538–546,  PDF (470 kB; englisch)